# Alphonse Maeder

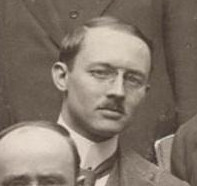
Alphonse Maeder no congreso internacional de psicoanálise de 1911.

Alphonse Maeder (La Chaux-de-Fonds, Suíça romanda, 11 de setembro de 1882 – Zúrich, Suíça alemã, 27 de janeiro de 1971) foi um médico suíço que se especializou em psiquiatria e psicoterapia. Trabalhou como assistente de Eugen Bleuler, de Carl Gustav Jung e de Sigmund Freud.